# Neosho (fiume)

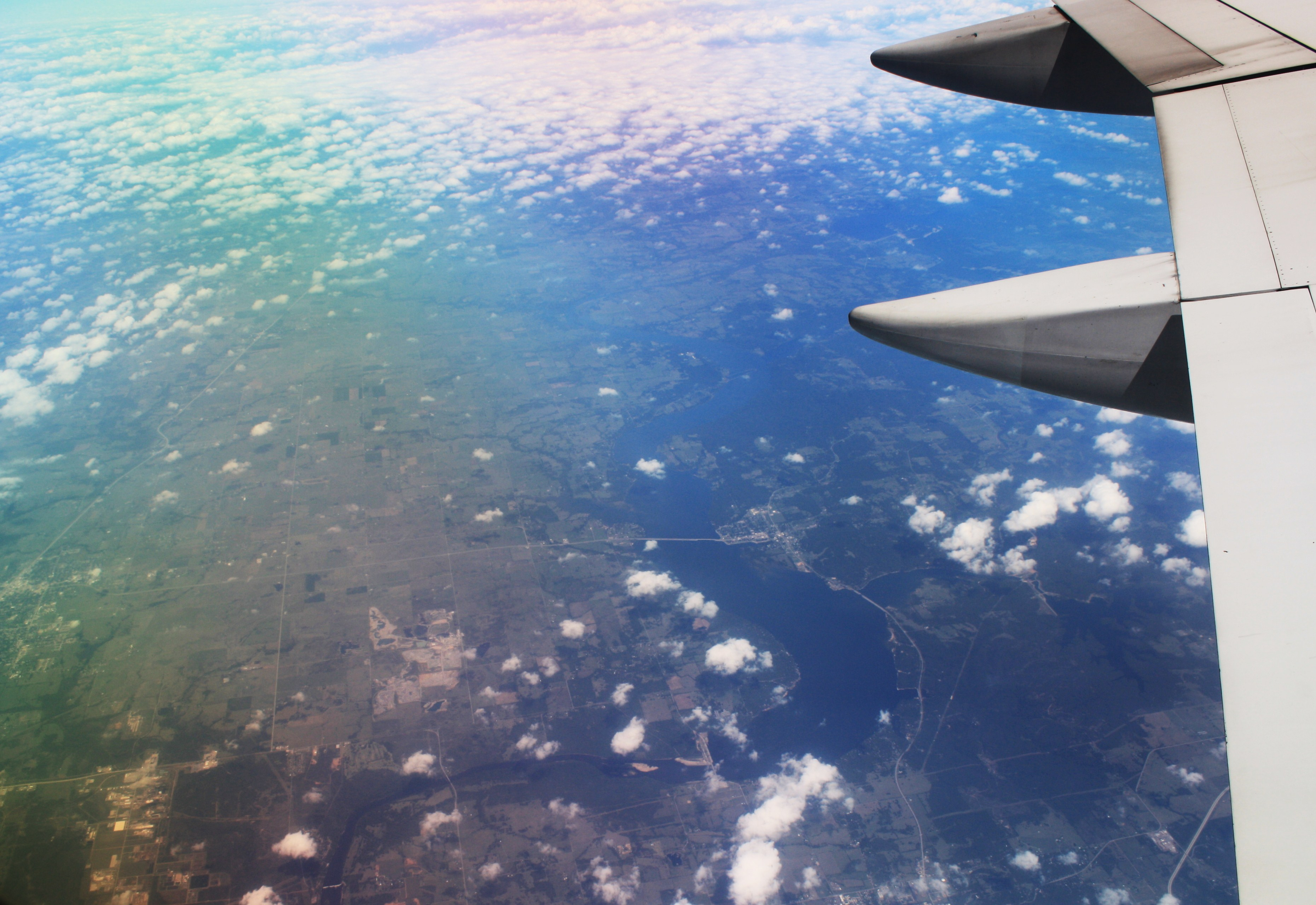
Lago Hudson e fiume Neosho, Oklahoma

Il Neosho  è un fiume degli Stati Uniti, affluente di sinistra del fiume Arkansas, lungo 745 km (463 miglia).
Il fiume sorge presso White City nella contea di Morris nella parte centrale dello stato del Kansas, quindi fluisce in direzione sud-est attraverso le contee di Lyon, Coffey, Woodson, Allen, Neosho, Labette, Cherokee. Attraversa il confine con l'Oklahoma a sud della città di Chetopa, quindi attraversa le contee di Craig e Ottawa. Qui, dopo la confluenza con lo Spring river, il Neosho cambia direzione e fluisce in direzione sud-ovest. Attraversa quindi le contee di Delaware, Mayes, Cherokee, Wagoner e Muskogee, dove confluisce nell'Arkansas in località detta Three Forks. Il tratto finale del fiume, dalla confluenza con lo Sping river, all'Arkansas, viene anche chiamato Grand river.
I principali affluenti sono:
- Cottonwood River, riva destra, confluisce ad est di Emporia in Kansas;
- Spring River, riva sinistra, confluisce ove il Neosho forma il lago Grand Lake o' the Cherokees is, in Oklahoma;
- Elk River, riva sinistra, confluisce in uno dei rami del Grand Lake o' the Cherokees is, nella Contea di Delaware in Oklahoma.

Il percorso del fiume è segnato da diversi sbarramenti. I più importanti sono:
- la diga di Council Grove, in Kansas, che forma il lago di Council Grove;
- la diga di New Strawn, nella contea di Coffey, in Kansas, che forma il lago John Redmond;
- la diga di Langley, nella contea di Mayes, in Oklahoma, che forma il Grand Lake o' the Cherokees;
- la diga di Locust Grove, nella contea di Mayes, in Oklahoma, che forma il lago Hudson;
- la diga di Fort Gibson, nella contea di Muskogee, in Oklahoma, che forma il lago di Fort Gibson.